# Station Trappes
Station Trappesis een spoorwegstation aan de spoorlijn Paris-Montparnasse - Brest. Het ligt in de Franse gemeente Trappes in het departement Yvelines (Île-de-France).

## Geschiedenis
Het station werd op 12 juli 1849 geopend door de Compagnie des chemins de fer de l'Ouest bij de opening van de sectie Versailles-Chantiers - Chartres. Sinds zijn oprichting is het eigendom van de Société nationale des chemins de fer français (SNCF).

## Ligging
Het station ligt op kilometerpunt 27,085 van de spoorlijn Paris-Montparnasse - Brest. Vlakbij liggen een rangeerstation en werkplaatsen van de spoorwegen.

## Diensten
Het station wordt aangedaan door treinen van Transilien lijn N tussen Paris-Montparnasse en Rambouillet en treinen van Transilien lijn U tussen La Défense en La Verrière.

## Vorige en volgende stations
| Richting    | Vorig station | Lijn    | Volgend station           | Richting           |
| ----------- | ------------- | ------- | ------------------------- | ------------------ |
| Rambouillet | La Verrière   | Trans N | Saint-Quentin-en-Yvelines | Paris-Montparnasse |
| La Verrière | La Verrière   | Trans U | Saint-Quentin-en-Yvelines | La Défense         |